# Santouri
El santouri és un instrument de corda percudida de la família del dulcimer propi de Grècia i, per extensió, dels territoris de cultura grega. El model grec, al qual correspon aquest nom, és del mateix grup que el santoor de l'Índia i el santur persa, dels quals difereix per l'estil, construcció, afinació i tècnica interpretativa.
Probablement el seu nom deriva del persa santour o santir. Segons una teoria, hauria sorgit de la forma romana d'Orient Psaltiri; segons una altra, del persa san tar que significa cent cordes. La caixa de ressonància, de forma trapezoïdal i de fusta de pi o de noguer, té un gruix d'uns 4 o 5 centímetres i l'amplada i llargada és d'entre 50 i 65 centímetres i 100, respectivament. Té entre 100 i 140 cordes que donen entre 30 i 32 notes, atès que moltes d'elles –les més primes, corresponents a les notes agudes- són cordes triples (tres cordes afinades igual, que es toquen juntes per augmentar el volum sonor) o fins i tot quíntuples. Dos jocs de ponts mòbils divideixen les cordes en tres parts. Les cordes primes són fetes de bronze o acer, i les gruixudes, de coure. El seu àmbit és d'unes tres octaves i mitja.
Per tocar-lo es fan servir dos martellets folrats amb cotó en l'extrem que percudeix la corda per tal de produir un so suau, i que se subjecten entre els dits índex i mig, amb l'ajut dels polzes, de manera que s'imprimeix una gran velocitat al moviment percussiu, gràcies sobretot a un moviment molt més de canell que de dits.
És un instrument tan adequat per fer acompanyaments com per fer solos o combinar-se amb altres en conjunts, en aquest cas produint acords. Així, apareix sovint tant en grups instrumentals grecs com de l'Egeu oriental (Quios o Samos) on hauria arribat portat per grecs provinents de l'Àsia Menor sobretot a partir de 1922. És un dels instruments més habituals en els conjunts grecs, junt amb el clarinet, el violí i alguna forma de llaüt. Apareix sobretot en la interpretació de gèneres com mikrasiatika (a Àsia Menor), nisiotika (les Illes gregues) i steriana (Grècia peninsular).
Alguns dels grans instrumentistes del santouri han estat Aristeidis Moschos, Tasos Diakogiorgis, N. Kalaitzis (“Bintagialas”), N. Karatasos i, dins de la nova generació, A. Karagiannis and M. Papadeas.